# Josiah Royce
Josiah Royce   (Grass Valley, 20 de novembre de 1855 - Cambridge, 14 de setembre de 1916) va ser un filòsof estatunidenc proper als postulats de l'idealisme. Professor d'història, va afirmar que el món existeix i que es pot conèixer però només per una entitat ideal, anomenada Sabedor Suprem, que ha d'existir, almenys com a concepte necessari per sostenir l'accesibilitat de l'exterior. Un cop assegurat aquesta possibilitat de coneixement, l'home s'ha de dedicar a enfortir els vincles amb la comunitat, basats en principis ètics inspirats pel cristianisme. El Sabedor Suprem s'encarnarà aleshores en la consciència individual com a representant a petita escala del saber general, igual que un nombre és representatiu de tots els altres per oposició i suma.